# Сельское поселение «Деревня Малая Песочня»
Сельское поселение «Деревня Малая Песочня» — муниципальное образование в составе Кировского района Калужской области России.
Центр — деревня Малая Песочня.

## Население
| 2010 | 2012 | 2013 | 2014 | 2015 | 2016 | 2017 |
| ---- | ---- | ---- | ---- | ---- | ---- | ---- |
| 511  | ↗516 | ↗539 | ↗558 | ↗570 | ↘567 | ↗581 |
| 2018 | 2019 | 2020 | 2021 |      |      |      |
| ↘576 | ↘558 | ↘544 | ↗554 |      |      |      |

## Состав
В поселение входят 7 населённых мест:
| № | Населённый пункт | Тип населённого пункта          | Население |
| - | ---------------- | ------------------------------- | --------- |
| 1 | Большие Желтоухи | деревня                         | ↗125      |
| 2 | Косичино         | деревня                         | ↘22       |
| 3 | Малая Песочня    | деревня, административный центр | ↗295      |
| 4 | Малые Желтоухи   | деревня                         | ↘40       |
| 5 | Новосельцы       | деревня                         | ↘9        |
| 6 | Покров           | деревня                         | ↘7        |
| 7 | Примерный        | посёлок                         | ↘13       |